# Сиктивкарський міський округ
Сиктивка́рський міський округ (рос. Сыктывкарский городской округ, комі Сыктывкар каркытш) — адміністративна одиниця Республіки Комі Російської Федерації.
Адміністративний центр — місто Сиктивкар.

## Населення
Населення району становить 260448 осіб (2017; 250874 у 2010, 245768 у 2002, 234903 у 1989).
Національний склад (станом на 2010 рік):
- росіяни — 158147 осіб (63,04 %)
- комі — 62040 осіб (24,73 %)
- українці — 6612 осіб (2,64 %)
- німці — 2113 осіб (0,84 %)
- білоруси — 2079 осіб (0,83 %)
- татари — 1377 осіб (0,55 %)
- азербайджанці — 1334 особи (0,53 %)
- чуваші — 1109 осіб (0,44 %)
- інші — 16063 особи

## Адміністративно-територіальний поділ
На території району 4 міських поселень:
| Поселення                            | Площа, км² | Населення, осіб (1989) | Населення, осіб (2002) | Населення, осіб (2010) | Центр             | Населені пункти |
| ------------------------------------ | ---------- | ---------------------- | ---------------------- | ---------------------- | ----------------- | --------------- |
| Верхньомаксаковське міське поселення | 108,89     | 277                    | 4784                   | 4906                   | Верхня Максаковка | 3               |
| Краснозатонське міське поселення     | 144,87     | -                      | 8497                   | 8603                   | Краснозатонський  | 1               |
| Седкиркеське міське поселення        | 92,89      | 2953                   | 2476                   | 2389                   | Седкиркещ         | 2               |
| Сиктивкарське міське поселення       | 398,91     | 231673                 | 230011                 | 253006                 | Сиктивкар         | 1               |

## Найбільші населені пункти
| № | Населений пункт   | Населення, осіб (1989) | Населення, осіб (2002) | Населення, осіб (2010) |
| - | ----------------- | ---------------------- | ---------------------- | ---------------------- |
| 1 | Сиктивкар         | 231 673                | 230 011                | 253 006                |
| 2 | Краснозатонський  | -                      | 8 497                  | 8 603                  |
| 3 | Верхня Максаковка | -                      | 4 026                  | 4 198                  |
| 4 | Седкиркещ         | 2 455                  | 2 075                  | 1 999                  |
| 5 | Вильтидор         | -                      | 627                    | 622                    |